# Vito Wormgoor
Vita Nova (Vito) Wormgoor (Leersum, 16 november 1988) is een Nederlands voetballer die doorgaans als verdediger speelt. Hij verruilde SK Brann in december 2019 voor Columbus Crew. Na veel blessureleed keerde hij terug naar Europa en tekende in januari 2022 een tweejarig contract bij de Noorse club IK Start Kristiansand.

## Carrière
Wormgoor speelde tot zijn twaalfde bij amateurclub HDS en stapte vervolgens over naar die van DOVO. Bij de Veenendaalse club speelde hij vanaf zeventienjarige leeftijd in het eerste elftal. Een jaar later werd hij opgenomen in de jeugdopleiding van Ajax, waar de Leersummer aanvoerder werd van Jong Ajax.
Door blessures van spelers uit de hoofdmacht maakte hij in het seizoen 2007/08 meerdere malen deel uit van de selectie, maar tot een debuut kwam het niet. Wel speelde hij, in de aanloop naar het seizoen 2008/09, op 26 juli 2008 mee in de afscheidswedstrijd van Jaap Stam en ging hij mee op trainingskamp na een blessure van Jan-Arie van der Heijden.
Op 25 augustus 2008 kwam er echter een plotseling einde aan de carrière van Wormgoor bij Ajax, toen hij door de club op staande voet werd ontslagen. Dit gebeurde nadat bekend was geworden dat hij honderdvijftig euro had weggenomen uit de tas van Edgar Manucharyan, zijn ploeggenoot bij Jong Ajax. Het bedrag, dat de verdediger tijdens een training wegnam uit de kleedkamer, was, volgens zijn eigen verklaring, een kaartschuld die Manucharyan ondanks herhaaldelijke verzoeken weigerde te vereffenen.
Op 2 september 2008 maakte FC Utrecht bekend Wormgoor voor twee jaar te hebben vastgelegd, met een optie voor nog twee jaar. Volgens technisch directeur Piet Buter was Wormgoor een fysiek sterke en ook kopsterke verdediger, die op meerdere plaatsen in de verdediging inzetbaar was. Hij maakte zijn debuut voor de hoofdmacht op 14 september in een met 2–0 verloren uitwedstrijd tegen FC Groningen en zou dat seizoen tot zeven wedstrijden komen.
In het seizoen 2009/10 werd Wormgoor verhuurd aan De Graafschap, dat dat seizoen uitkwam in de Eerste divisie. Bij De Graafschap veroverde Wormgoor al snel een plaats in het basiselftal, dat in dat seizoen kampioen werd en promoveerde naar de Eredivisie. Na het seizoen legde de club Wormgoor, wiens contract bij FC Utrecht was afgelopen, definitief vast voor twee seizoenen.
Op 26 maart 2012 tekende Wormgoor een vierjarig contract bij eredivisionist ADO Den Haag. Ook daar werd Wormgoor binnen korte tijd een vaste waarde in de basiself, met 32 competitieduels in zijn eerste seizoen. Door een blessure in zijn knie kwam hij in het seizoen 2013/14 tot 25 gespeelde wedstrijden, waarvan er zeventien niet gewonnen werden.
In 2016 ging hij naar Noorwegen waar hij voor Aalesunds FK ging spelen. Vanaf 2017 komt hij uit voor SK Brann. In 2020 komt Wormgoor uit voor het Amerikaanse Columbus Crew in de Major League Soccer. Hij speelde slechts in twee competitiewedstrijden, door een zware enkel blessure maar won wel met zijn club de MLS Cup in 2020. Het jaar daarop speelde Wormgoor nog 15 wedstrijden in een half jaar voor de Amerikaanse Club. Hierna wilde Wormgoor weer dichter bij huis voetballen (corona tijd) en tekende voor 2 jaar bij het Noorse IK Start. 
Wormgoor tekende in 2024 voor Sc Cambuur Leeuwarden. Nu voetbalt de robuuste verdediger weer bij zijn jeugdliefde VV DOVO uit Veenendaal. De cirkel is rond. 

## Cluboverzicht[6]
| Seizoen | Club            | Competitie     | Competitie | Competitie | Beker | Beker | Play-Offs | Play-Offs | Totaal | Totaal |
| Seizoen | Club            | Competitie     | Wed.       | Dlp.       | Wed.  | Dlp.  | Wed.      | Dlp.      | Wed.   | Dlp.   |
| ------- | --------------- | -------------- | ---------- | ---------- | ----- | ----- | --------- | --------- | ------ | ------ |
| 2007/08 | AFC Ajax        | Eredivisie     | 0          | 0          | 0     | 0     | 0         | 0         | 0      | 0      |
| 2008/09 | FC Utrecht      | Eredivisie     | 9          | 0          | 0     | 0     | 2         | 0         | 11     | 0      |
| 2009/10 | → De Graafschap | Eerste divisie | 30         | 2          | 1     | 0     | —         | —         | 31     | 2      |
| 2010/11 | De Graafschap   | Eredivisie     | 26         | 0          | 1     | 0     | —         | —         | 27     | 0      |
| 2011/12 | De Graafschap   | Eredivisie     | 28         | 1          | 3     | 0     | 2         | 0         | 33     | 1      |
| 2012/13 | ADO Den Haag    | Eredivisie     | 32         | 1          | 2     | 0     | —         | —         | 34     | 1      |
| 2013/14 | ADO Den Haag    | Eredivisie     | 25         | 0          | 1     | 1     | —         | —         | 26     | 1      |
| 2014/15 | ADO Den Haag    | Eredivisie     | 26         | 0          | 0     | 0     | —         | —         | 26     | 0      |
| 2015/16 | ADO Den Haag    | Eredivisie     | 23         | 2          | 1     | 0     | —         | —         | 24     | 2      |
| 2015/16 | Aalesunds FK    | Tippeligaen    | 11         | 0          | 0     | 0     | —         | —         | 11     | 0      |
| 2017    | SK Brann        | Tippeligaen    | 26         | 2          | 1     | 0     | 2         | 0         | 29     | 2      |
| 2018    | SK Brann        | Tippeligaen    | 29         | 4          | 0     | 0     | —         | —         | 29     | 4      |
| 2019    | SK Brann        | Tippeligaen    | 28         | 5          | 2     | 0     | —         | —         | 30     | 5      |
| Totaal  | Totaal          | Totaal         | 255        | 15         | 11    | 1     | 6         | 0         | 272    | 16     |

Bijgewerkt op 19 december 2019

## Trivia
- Wormgoors jongere broer, Nando Wormgoor, is eveneens betaald voetballer.